# George Athans
 (juillet 2025).
George Athans est un skieur nautique québécois né le 6 juillet 1952 à Kelowna (Colombie-Britannique).

## Biographie
Il a été champion canadien pendant 10 ans. Il devint célèbre au Canada au début des années 1970 en remportant les titres du classement général aux championnats du monde de ski nautique de 1971 et 1973. Le premier champion du monde canadien dans ce sport depuis Charles Blackwell en 1953 et seulement le troisième, à l'époque, a remporté des victoires consécutives. Il tira de précieuses leçons de ses nombreux triomphes en ski nautique international et déclara « Gagner ses titres mondiaux m'a beaucoup appris sur le travail acharné, la gestion du temps, la définition et l'atteinte d'objectifs personnels ainsi que le sens du fair-play ». Peu de temps après, il a reçu des prix et des honneurs, notamment son intronisation au Temple de la renommée olympique canadien en 1971, au Temple de la renommée des sports du Canada en 1974 et il a reçu l'Ordre du Canada également en le 26 juin de la même année. Athans dit que c'est un plaisir d'être parmi les premiers intronisés au Temple de la renommée de Ski nautique et Wakeboard Canada. « Je suis honoré d'être reconnu parmi un groupe aussi restreint de skieurs canadiens exceptionnels », a-t-il déclaré.
Depuis sa retraite, Athans mène une carrière télévisuelle réussie. Il a gardé une grande notoriété publique en tant que journaliste sportif pour la télévision CBC à Montréal pendant de nombreuses années. Il travaille toujours dans le secteur de la télévision aujourd'hui en tant que producteur et réalisateur primé.

## Distinctions
- 1972 - Athlète canadien de l'année
- 1973 - Athlète canadien de l'année
- 1973 - Athlète québécois de l'année
- 1974 -  Membre de l'Ordre du Canada
- 1976 - Intronisé au Temple de la renommée des sports du Canada
- 1994 - Intronisé au Panthéon des sports du Québec